# Pimpinella hastata
Pimpinella hastata är en flockblommig växtart som beskrevs av Charles Baron Clarke. Pimpinella hastata ingår i släktet bockrötter, och familjen flockblommiga växter. Inga underarter finns listade i Catalogue of Life.